# 高譚 (第五季)
《高譚》第五季（英語：Gotham Season 5）是一部美國犯罪戲劇電視劇，由布魯諾·海勒開發，取材自DC漫畫經典超級英雄作品《蝙蝠俠》，第五季於2019年1月3日在福斯广播公司開播。劇集由DC娛樂、櫻草花山製片公司和華納兄弟電視公司聯合製作，並由布魯諾·海勒、約翰·史蒂芬斯和丹尼·卡農擔任執行製作。
第五季部分劇情元素取材自蝙蝠俠漫畫《蝙蝠俠：無人地帶》、《蝙蝠俠：零年》以及《蝙蝠俠：致命玩笑》，同時作為此影集的最終季，只有為數12集的集數，讓影集以滿100集的集數完結，並於2019年1月3日播出。如同前季，這一整季包含一個副標題，叫作「黑暗騎士傳奇」。

## 卡司

### 主要演員
- 班·麥肯錫 飾演 詹姆斯·高登
- 多納爾·羅格 飾演 哈維·布洛克
- 大衛·馬祖 飾演 布魯斯·韋恩
- 莫蓮娜·芭卡琳 飾演 萊絲莉·湯普金斯（英语：Leslie Thompkins）
- 西恩·帕威 飾演 阿福·潘尼沃斯
- 羅賓·羅德·泰勒 飾演 奧斯華·科波特／企鵝人
- 艾琳·理查茲（英语：Erin Richards） 飾演 芭芭拉·基恩
- 卡麥蓉·畢坎多瓦 飾演 瑟琳娜·凱爾
  - 莉莉·西蒙斯（英语：Lili Simmons） 飾演 成年的瑟琳娜
- 柯利·麥克·史密斯 飾演 愛德華·尼格瑪／謎語人
- 潔西卡·盧卡斯 飾演 塔比莎·蓋勒文／虎女（英语：Tigress (DC Comics)）
- 克里斯·查克（英语：Chris Chalk） 飾演 盧修斯·福克斯

### 常設演員
- 凱西·葛里芬 飾演 凡妮莎·哈伯
- 安德魯·賽隆 飾演 亞瑟·潘／腹語師
- 潔咪·莫瑞 飾演 泰瑞莎·沃克／妮莎·奧·古（英语：Nyssa Raatko）
- 法蘭契絲卡·盧特-道森（英语：Francesca Root-Dodson） 飾演 艾可
- 杭特·瓊斯 飾演 威爾·湯瑪斯
- 佩頓·莉斯特（英语：Peyton List (actress, born 1986)） 飾演 艾薇·派普／毒藤女
- J·W·科特斯（英语：J.W. Cortes） 飾演 卡洛斯·阿瓦雷茲
- 卡梅隆·莫納漢 飾演 傑瑞麥·瓦勒斯卡
- 安東尼·卡瑞根（英语：Anthony Carrigan (actor)） 飾演 維克多·薩斯
- 夏恩·威斯特 飾演 愛德華多·杜蘭斯／班恩
- 大衛·卡蘭薩 飾演 安傑·瓦勒倫加
- 黃榮亮 飾演 雨果·史特蘭奇

### 客串演員
- 大衛·W·湯普森（英语：David W. Thompson） 飾演 強納森·克萊恩／稻草人
- 蘇珊娜·羅傑斯 飾演 「母親」
- 班傑明·史奈德 飾演 「孤兒」
- 大衛·卡拉威 飾演 坦克
- 亞歴克斯·莫夫 飾演 賽克斯
- 卡夏瑪麗絲·羅培茲 飾演 蕾摩絲·席瓦
- 黛博拉·安格 飾演 歐嘉
- 席德·歐康諾 飾演 變種人領袖
- 格雷森·麥考區（英语：Grayson McCouch）和貝蕾特·泰勒（英语：Brette Taylor） 飾演 湯瑪士和瑪莎·韋恩
- 莎拉·申坎 飾演 瑪格莉特·派／喜鵲（英语：Magpie (character)）
- 西瓦·卡萊希文 飾演 莉莉亞
- 班奈狄克·塞繆爾（英语：Benedict Samuel） 飾演 傑維斯·泰奇／瘋帽客
- 丹·赫達亞（英语：Dan Hedaya） 飾演 迪克斯
- 莎拉·皮吉恩 飾演 珍·卡特萊特／無名氏（英语：Jane Doe (character)）
- 約翰·貝佛·洛伊德（英语：John Bedford Lloyd） 飾演 韋德將軍
- 理查德·凱德 飾演 安布利·詹姆斯（英语：List of mayors of Gotham City#Mayors in the comic books）市長
- 潔特·勞倫斯 飾 芭芭拉·萊絲莉·高登

## 集數
| 黑暗騎士傳奇（Legend of the Dark Knight） |    |                                      |                  |                               |               |           |      |
| 89 | 1  | 零年 Year Zero                       | 丹尼·卡農        | 約翰·史蒂芬斯                 | 2019年1月3日  | T40.10051 | 2.54 |
| 高譚市無人地帶時期迎來第87天，政府將城市內陸用大型圍墻隔離，任由留在城市裡的難民和罪犯自生自滅。企鵝人掌控軍火並自行生產彈藥，芭芭拉掌控食物酒水與情報交易，高登則帶領警察堅守難民區。當稻草人攻入警察局搶走大部分物資後，布魯斯呼叫韋恩企業的直升機來送補助物資。然而一枚由不明人士發射的火箭炮擊落直升機，使警察、企鵝人與芭芭拉三方同時趕到墜機地點攻搶物資。塔比莎急切想為布奇報仇而獨自去殺企鵝人，然而她的槍裡不巧上膛著一顆出自於企鵝人彈藥廠、在材料短缺及偷工減料情況下製出的劣質子彈；這導致塔比莎在關鍵時刻啞火，頓時手無寸鐵而被企鵝人殺死。布魯斯偷襲企鵝人的卡車為警察提供大量彈藥，使企鵝人負傷且空手而歸，不甘心之下對高登放出懸賞，痛失摯友的芭芭拉也決定不放過企鵝人。另一方面，依然半身不遂的瑟琳娜無藥可治，布魯斯為了幫助她脫離困境，決定去調查護士口中皆傳的“女巫”。看似恢復正常的尼格瑪再次現身，近期睡覺時始終會“夢遊”到陌生的地方，讓他懷疑是自己另一人格作祟。造成城市混亂的罪魁禍首傑瑞麥·瓦勒斯卡行蹤不明，其助手艾可偷偷潛入警察局，在高登的地圖上留下標誌性笑臉圖案。正當高登的無線電傳來一名身在河對岸的女性聲音時，一名飢餓的孤兒威爾·湯瑪斯跑到警察局求救。   |    |                                      |                  |                               |               |           |      |
| 90 | 2  | 入侵者 Trespassers                   | 路易斯·蕭·米利托 | 丹尼·卡農                     | 2019年1月10日 | T40.10052 | 2.38 |
| 威爾的求救讓高登得知佔領荒廢碼頭的幫派「占卜者」奴役多數孤兒，日夜挖掘通往河對岸城外的地道，高登即使得知自己被企鵝人放出懸賞，還是決定鋌而走險、借用幾輛芭芭拉的卡車穿越重重包圍抵達碼頭。警察解救小孩途中，黑幫領袖賽克斯看上懸賞而暗中放冷箭，導致高登和布洛克在失去汽車之下帶著幾個孤兒逃竄至城市裡。過程中，他們走入一間廢棄旅館，遭遇一位自稱「母親」的面具女子和她的「孩子」襲擊，險些送命之下還是逃跑出去。當賽克斯一方追來時，卻剛好和趕來的另一個黑幫發生懸賞爭奪。芭芭拉及時趕到殲滅所有黑幫救出他們，以報答高登在倉庫裡救過她，三人隨即聯合將威爾等所有兒童收容至剛建立的庇護家園中。另一方面，尼格瑪當天早上醒來後，發現自己這次睡眠中將一位「街魔幫」成員坦克綁架過來，為了調查事由而只好帶著坦克走回他昨晚到過的地方，卻只找到幾位街魔幫成員的被殺屍體，墻上留下「企鵝人到此一遊」塗鴉。布魯斯來到公園發現女巫是艾薇，說服她幫忙後得到能夠治愈瑟琳娜脊椎的植物種子。瑟琳娜自願吞下後起初痛苦不堪，但雙腿在當晚就奇跡恢復健全。當布魯斯欣喜地擁抱瑟琳娜時，未知瑟琳娜服用的種子剛好帶來一些“副作用”，其內心黑暗被釋放，雙瞳開始變為貓一般的亮綠色。                               |    |                                      |                  |                               |               |           |      |
| 91 | 3  | 英雄企鵝人 Penguin, Our Hero         | 羅布·貝利        | 陳子翱                        | 2019年1月17日 | T40.10053 | 2.36 |
| 庇護家園的建立讓城市各處的難民蜂擁而至，不到一星期就出現資源短缺。企鵝人得知秘書潘先生等部下都叛離他逃往庇護家園後，聯合周邊所有黑幫前去攻佔。高登一方由於已在碼頭行動中耗盡彈藥，很快無力對抗而讓黑幫迅速攻下整座家園。然而，黑幫臨時起意槍殺潘先生、背叛企鵝人後霸佔一切，將他與高登關在一起。企鵝人勉強跟高登達成共識，兩人靠威爾的暗中協助得到牢籠鑰匙而逃出，最後從黑幫手中奪回控制權，企鵝人也被民眾譽為英雄。剛痊愈的瑟琳娜決定去找傷害過她的傑瑞麥報私仇，找布魯斯合作前往被城市瘋子佔領的暗區，而瑟琳娜問情報時一度失控而將人幾近打死。兩人找到傑瑞麥成立的邪教會，當時由處於瘋癲的艾可主持，瑟琳娜混入其中而參與跟其他信徒用槍互指著彼此賭命的“勇氣考核”。唯獨沒開槍的瑟琳娜因此暴露，艾可對她揭示自己經歷過考核、後腦勺中過槍卻倖存，從此將其認作是瓦勒斯卡兄弟給她的“天賜”。瑟琳娜急切想找到傑瑞麥而與她搏鬥，卻因布魯斯干預而使艾可逃跑，不接受布魯斯百般阻攔的瑟琳娜，背離布魯斯而獨自前去復仇。高登應對重新規劃庇護所時，還不知道家園已成功奪回的布洛克找來芭芭拉協助，導致她準備殺死企鵝人來為塔比莎復仇。就在兩方互不謙讓時，眾人身後的庇護所突然發生爆炸…                    |    |                                      |                  |                               |               |           |      |
| 92 | 4  | 廢墟 Ruin                            | 奈森·霍普        | 詹姆斯·史托特羅 & 查德·費艾許 | 2019年1月24日 | T40.10054 | 2.35 |
| 庇護所的爆炸使威爾在內的三百餘難民喪生，使高登長期建立的一切化為烏有。企鵝人自願暫時協助警方緝拿幕後黑手，高登靠線報找到曾出沒在庇護所樓下的可疑人士之藏身處，發現對方是薩斯後將其拘捕。尼格瑪這次睡醒發現自己手上寫過模糊的字，認為自己要找什麼人後到警局偷相關資料，被福克斯發現後勉強幫他一起調查庇護所爆炸來源來換取資料。兩人分析發現其實是有人在對街頂樓發射火箭炮，引爆連通整棟樓的燃料油箱，讓高登發現案發時於樓下出沒的薩斯是無罪。但企鵝人急切想給憤怒民眾一個交代，強行將薩斯抓回自己的宮殿，再以袋鼠法庭的形式裁決。當群眾執意要判薩斯有罪時，高登被迫捨棄群眾民心而將薩斯救走後放離。尼格瑪得知自己要的資料是死路，跑去詢問一位住處能目擊到發射火箭炮元兇的老婦人時，卻被老婦人告知真兇其實是他自己。老婦人動手砸尼格瑪的頭，讓他回憶起自己昨晚摧毀庇護所的真實經歷，滿懷震驚的尼格瑪只好將老婦人推下樓滅口。瑟琳娜獨自去找當時接手占卜者隧道開挖工作的傑瑞麥，扮成艾可拿刀捅傑瑞麥數刀後看似將他刺死，最後被趕來的布魯斯和阿福帶跑。希望破滅的高登回去借酒澆愁，芭芭拉突然來探望並提供賣火箭炮的軍火商線索；無意間，這對分隔已久的戀人一度舊情復燃。                             |    |                                      |                  |                               |               |           |      |
| 93 | 5  | 煉獄 Pena Dura                       | 馬克·唐德瑞      | 伊塔蕊·索薩                   | 2019年1月31日 | T40.10055 | 2.34 |
| 長期用無線電跟高登聯繫的政府高層泰瑞莎·沃克部長，指派由高登的老戰友愛德華多·杜蘭斯率領的私人軍隊，進軍高譚市協助警察剷除罪惡、恢復秩序。他們追查賣火箭炮的軍火商發現是尼格瑪購買兩管火箭炮炸毀庇護所而對他下達通緝。無法證明清白的尼格瑪逃亡時也受憤怒群眾追殺，只能去找起初答應“治好”他的企鵝人。企鵝人稱他不知情內幕，但供述雨果是救活他的人。尼格瑪走後，企鵝人很快被愛德華多抓去問話，隨後只能跟高登做交易而釋放。尼格瑪找到做地下實驗的雨果時，雨果坦誠他當初受僱於某人，在尼格瑪腦中植入過一顆極小且能遠程“遙控”人體意識的晶片，隨後弄昏尼格瑪後靠手術將晶片激活。當高登追到實驗室後，愛德華多突然奪下場面、將雨果護送出去、還身為尼格瑪的操縱者，他表示自己和雨果都受僱於真正的幕後黑手沃克。愛德華多表示沃克將會以她的理想来重塑高譚市，並希望高登能與之聯手，當高登拒絕且及時逃跑後，愛德華多命令受控制的尼格瑪去追殺他。另一方面，瑟琳娜殺死傑瑞麥後同樣自暴自棄，泡在花天酒地中，再三拒絕布魯斯的舉手相助。而他們當時卻不知道，傑瑞麥靠身穿防護服、再靠“緊急縫合”而傷勢復原，當時陪艾可成功開鑿出直通島外韋恩莊園的地道，最後帶出一對看似是湯瑪士和瑪莎·韋恩的人。                  |    |                                      |                  |                               |               |           |      |
| 94 | 6  | 縫十三針 13 Stitches                 | 班·麥肯錫        | 賽斯·波士頓                   | 2019年2月14日 | T40.10056 | 2.28 |
| 高登受尼格瑪追殺時逃入一輛救護車，用心臟去顫器電擊尼格瑪的頭才使他恢復自我。愛德華多隨即掌控警察局而開始放肆屠殺罪犯，布洛克等所有不配合他的警方都被關起來。高登找來芭芭拉、布魯斯、阿福和福克斯協助，做手術取出尼格瑪腦部的晶片，複製下晶片中沃克指示摧毀庇護家園的相關證據。然而，愛德華多抓來久無音訊的萊絲莉脅迫高登交出證據，高登讓布魯斯等其他人透過警察局的天線送出證據，自己來到炸毀的庇護家園門前跟愛德華多決一死戰。過程中，愛德華多交代他曾經困入敵營，被關入「人間煉獄」備受煎熬，直到被沃克救出才為她賣命。高登最終將愛德華多以鋼筋貫穿胸膛而擊倒，隨後發現萊絲莉自行奪槍殺死她的看守人而獲救。隨著布魯斯成功送出證據，罪證曝光的沃克親自逃入城市著手下一步，她為奄奄一息的愛德華多帶上“呼吸面罩”維持生命。沃克啟用萊絲莉腦部植入的相似晶片試圖刺殺高登，但高登及時以電擊方式讓萊絲莉清醒，答應陪伴她回憶過去，但芭芭拉對高登坦誠她已經懷孕。企鵝人的地下金庫被人稱「喜鵲」的女大盜偷跑鑽石，迫使他勉強跟瑟琳娜合作抓出並殺死喜鵲，瑟琳娜識破企鵝人準備帶錢離開高譚後，說服企鵝人帶她一起走。阿福被傑瑞麥綁架回韋恩莊園，準備完善為布魯斯籌劃的“家庭團圓之日”。                   |    |                                      |                  |                               |               |           |      |
| 95 | 7  | 艾斯化工廠 Ace Chemicals             | 約翰·史蒂芬斯    | 陳子翱                        | 2019年2月21日 | T40.10057 | 2.13 |
| 布魯斯注意到他的已故父母出現在他周圍，被他們一步一步引入地道而回到韋恩莊園，發現阿福受泰奇催眠控制。傑瑞麥現身表示這對韋恩夫婦之“冒牌貨”是經過整容和催眠所塑造，表示他將會讓布魯斯重溫父母被殺的夜晚，藉此徹底讓他們同病相憐。傑瑞麥隨即炸毀整座莊園，布魯斯及時帶阿福逃入地道，撞到頭的阿福恢復清醒，布魯斯獨自去對付傑瑞麥。阿福離開地道時在入口碰上試圖用地道逃出島外的瑟琳娜和企鵝人，瑟琳娜得知傑瑞麥還活著後只好去幫布魯斯。布魯斯被引回父母喪生的劇院小巷，得知傑瑞麥已殺死先前的冒牌貨，將犧牲者換成受催眠的高登和萊絲莉。瑟琳娜及時出手相救而救下並喚醒高登和萊絲莉，但艾可啟動足以讓整座城市陷入致命化學毒氣的煙火卡車，迫使高登及時將卡車開入河中避免危機，但同時在城市周邊的河水造成大範圍污染。布魯斯和傑瑞麥在製作毒氣的艾斯化工廠展開生死對決，傑瑞麥最終失手掉進下方的綠色化學池中；倖存的他被打撈出來，不僅全身毀容、也毫無腦波活動跡象。河水污染導致政府部門再次暫緩城市收復，高登和萊絲莉隨著芭芭拉懷孕的事情，再度陷入以往的三角戀情中。而芭芭拉為了腹中孩子著想而暫時拋棄舊仇，跟企鵝人和尼格瑪合作逃離城市，準備建造潛艇來避開城市周邊的水雷。                           |    |                                      |                  |                               |               |           |      |
| 96 | 8  | 司空見慣 Nothing's Shocking          | 肯尼斯·芬克      | 賽斯·波士頓                   | 2019年2月28日 | T40.10061 | 2.22 |
| 兩名退休警察在海妖俱樂部被殺，目擊者稱兇手是布洛克的老搭檔迪克斯。布洛克不認為雙腿癱瘓的迪克斯有能力殺人，直到他自己遭遇兇手上門刺殺未遂，才發現兇手是用假臉龐變裝成迪克斯。高登得知案子似乎跟布洛克和迪克斯原來偵辦過的一件女子弒夫案件有關，回到當年的現場住宅裡找到躲藏在裡面的兇手珍·卡特萊特，其母親殺死她的父親後被判刑，成為孤兒的她乃至變成印第安山實驗對象之一，得到觸摸他人皮膚即可變身成該人的能力。珍被逮捕回警局後趁機脫身，冒充成布洛克勒死迪克斯後逃回老家住宅。布洛克親自去跟她對峙且懺悔，但珍執意要復仇後，布洛克基於自保而槍殺她。結案後，布洛克坦白珍的母親當初自衛殺人，但他卻強制年幼的珍指證過她母親，因此懊悔自己將一個女孩塑造成“惡魔”。企鵝人和尼格瑪建造潛水艇期間重遇倖存的潘，但這次他陪同著一個名叫「疤臉」的人偶，以腹語術為疤臉講話，並準備奪走他們的財寶和潛水艇計劃。企鵝人趁機摧毀疤臉，在無法勸降他後，而尼格瑪開槍徹底殺死潘。布魯斯和阿福得知靠近碼頭的下水道區有人受困，跑到裡面探查時找到一個淪為野獸一般的男子。他們花力氣將其擊敗後讓倖存者獲救，得知野獸男子接觸過傑瑞麥造成的毒污染河水，兩人決定繼續盡他們所能來保護難民。                        |    |                                      |                  |                               |               |           |      |
| 97 | 9  | 高登的審判 The Trial of James Gordon | 艾琳·理查茲      | 班·麥肯錫                     | 2019年3月7日  | T40.10062 | 2.04 |
| 高登為了確保城市能順利被收復，於是召集所有黑幫領袖開會，試圖用飲用水即將耗盡的危機來說服他們簽下停戰協議。但一顆突如其來的子彈打中高登腹部，使他被緊急送回去搶救。萊絲莉開始動手術挽救他時，受阿福幫助和安慰下決定正視高登和芭芭拉的孩子一事。目睹高登受傷的芭芭拉也決定出一份力，騙取其他黑幫領袖喝下毒酒，以此威脅他們靠簽協議投降以換取解藥；即使深知這麼做不會讓高登諒解她。高登雖然傷勢穩定，但因長期以來累積的精神壓力而昏迷不醒，腦中呈現出針對他當英雄時釀成的過錯所進行的「審判」。在幻覺裡，高登遇到所有因他而家破人亡的受害者，逐漸認同死亡是唯一能撥亂反正的途徑。布洛克發現行兇者是薩斯，將其逮捕後發現他其實受艾薇用植物香氣操縱，其意圖抹除障礙來將全市變成她的植物天堂。艾薇同時操縱住布魯斯和福克斯，兩者在自來水廠準備將抽取的毒水送回河中，直到瑟琳娜前來救醒他們才制止危機。艾薇闖進警局來確保高登會死，萊絲莉挺身而出槍傷艾薇而使她逃跑，布洛克擊敗薩斯後奪回局勢。眼看高登就要性命不保，萊絲莉快束手無策時，高登最終決定勇敢活下去、脫離幻覺而清醒。這次生死交關讓高登決定接受現實，對萊絲莉表達長久以來的愛。一個月後，康復的高登最終跟萊絲莉在警察局中結婚而終成連理。 |    |                                      |                  |                               |               |           |      |
| 98 | 10 | 班恩在此 I Am Bane                   | 肯尼斯·芬克      | 詹姆斯·史托特羅 & 查德·費艾許 | 2019年3月21日 | T40.10058 | 2.17 |
| 愛德華多經過雨果幾個月的身體改造，變成以特殊藥劑強化身軀的「班恩」。就在高譚市即將通過政府審核進行收復當天，班恩帶領傭兵在警察局門口抓走高登、布魯斯和軍事將領韋德，遵從沃克命令對高登進行毆打。沃克揭露其真實身份為忍者大師之女妮莎·奧·古，表示她的計劃包括針對布魯斯殺死過她父親的私人恩怨，隨後派班恩前去追尋殺她父親的幫兇芭芭拉。這時，芭芭拉臨走前卻不巧臨盆將近而趕到診所，確保她不會被丟下而偷跑潛艇重要零件，導致企鵝人和尼格瑪共同追到診所。當班恩闖入診所時，尼格瑪和企鵝人答應會掩護她們離開，靠爆破手段卻發現班恩幾乎毫發無損；兩人只好逃跑，但同時奪回零件而準備逃亡。芭芭拉在萊絲莉照料成功產下一個女嬰，阿福和瑟琳娜同樣決定掩護她們離開，但面對班恩的壓倒性強大力量，瑟琳娜被打傷、阿福被全身重創至昏迷。芭芭拉和萊絲莉雖然逃往海妖俱樂部，但未知沃克已經在此等候，其血洗整間俱樂部後抓獲她們。布魯斯想辦法逃脫束縛，高登也趁在雨果即將對自己進行改造實驗時脫逃，兩人救出韋德將軍後回去軍方基地。然而，由於雨果早已在韋德腦中植入晶片，其遵從沃克指令而對整座城市發動軍事打擊。高登和布魯斯來不及制止他及解釋之下只能逃跑，同時注意到軍方直升機已經開始大規模轟炸城市。       |    |                                      |                  |                               |               |           |      |
| 99 | 11 | 出奇制勝 They Did What?              | 卡蘿·班克        | 陳子翱                        | 2019年4月18日 | T40.10059 | 2.02 |
| 轟炸結束後，倖存難民都逃往警局，班恩強行接管軍方領導權而進軍高譚。高登為了爭取時間找出並喚醒韋德將軍撤回攻擊命令，於是領導全體警察、自願參戰的難民、以及決定回來協助的企鵝人和尼格瑪，跟趕到安全區堡壘外的班恩軍團殊死一戰。瑟琳娜將萊絲莉救回警局，班恩用火箭炮炸開堡壘，迫使高登一行人決定分頭行動。布魯斯和瑟琳娜靠福克斯將發電機改造回炸彈後，被迫用其炸塌韋恩塔樓截住軍方去路，但他們很快遭到班恩攔截，布魯斯靠儀器吸引蝙蝠群干擾班恩才逃生。高登來到市政廳救出芭芭拉後跟妮莎決一死戰，兩人聯手刺傷妮莎，但她逃跑前命令韋德將軍舉槍自殺。妮莎靠企鵝人的潛艇逃離高譚，班恩帶領軍團抵達警察局門口，但高登和他身邊的夥伴、包括所有城市難民站在一起排成一道堅固防線，大多數軍人都不情願繼續服從班恩，集體將槍對向班恩和其黨羽而將他收押。戰後，高譚市正式通過收復，結束長達391天的無人地帶時期。高登被推選升為警察局長，芭芭拉將女兒命名「芭芭拉·萊絲莉·高登」，並讓萊絲莉做女兒的教母。無路可走的尼格瑪和企鵝人決定從此組成犯罪拍檔，但雙方其實都對彼此不懷好意。布魯斯為了探討自己的真正使命，跟阿福、高登和瑟琳娜告別後而搭機離開家鄉高譚，承諾自己未來時會回來。                          |    |                                      |                  |                               |               |           |      |
| 100 | 12 | 傳奇起始 The Beginning...            | 羅布·貝利        | 約翰·史蒂芬斯                 | 2019年4月25日 | T40.10060 | 2.19 |
| 布魯斯離家走訪世界過去十年，高譚市在這段期間完成重建且恢復秩序，犯罪率隨著高登擔任局長而日漸縮減。芭芭拉轉念從事房地產生意，與高登和萊絲莉共同照顧女兒芭芭拉·莉。企鵝人和尼格瑪分別在獄中度過這十年，尼格瑪當天突然被劫獄脫逃，誤以為是企鵝人在幫他而服從一系列指令。完工的韋恩塔樓當晚舉行開幕晚會，十年首次返家的布魯斯卻“有事耽擱”，如今成年且當上珠寶大盜的瑟琳娜也一同出席。布洛克突然因射殺嫌犯而被捕，不知什麼原因而拒絕開口，高登開始調查卻不巧碰上當天出獄的企鵝人，其將高登帶至昔日的碼頭邊準備行刑以報復他忘恩負義。高登跳海逃生後趕到韋恩塔樓幫忙解除尼格瑪安裝的炸彈，隨後逼問布洛克得知真兇是十年來偷偷從腦死狀態康復的傑瑞麥。而傑瑞麥以駭人面貌越獄後陪艾可綁架芭芭拉·莉至艾斯化工廠，艾可期間負傷而被傑瑞麥槍殺遺棄，正準備將芭芭拉·莉扔進化學池中。但黑暗中出現一位不明“私刑者”，扔出蝙蝠形狀飛鏢制伏傑瑞麥，讓高登有機會救下女兒。身為該私刑者的布魯斯一度抓獲逃亡中的企鵝人和尼格瑪，而兩人決定從此跟這位私刑者宣戰。布魯斯最終跟瑟琳娜碰面，對離開的事情致歉。經歷完一天的高登改變他打算辭職的念頭，最後陪布洛克和阿福在警局屋頂探照燈前，目視站在樓頂上的「城市英雄」。  |    |                                      |                  |                               |               |           |      |

## 收視
| 總集數 | 集數 | 標題           | 播出日期      | 收視／份額 （18–49歲） | 收視 （百萬） | DVR （18–49歲） | DVR收視 （百萬） | 加總 （18–49歲） | 總收視 （百萬） |
| ------ | ---- | -------------- | ------------- | ---------------------- | ------------- | --------------- | ---------------- | ---------------- | --------------- |
| 89     | 1    | 零年（Year Zero）       | 2019年1月3日  | 0.7/3                  | 2.54          | 0.5             | 1.67             | 1.2              | 4.21            |
| 90     | 2    | 入侵者（Trespassers）     | 2019年1月10日 | 0.7/3                  | 2.38          | 0.5             | 1.55             | 1.2              | 3.94            |
| 91     | 3    | 英雄企鵝人（Penguin, Our Hero） | 2019年1月17日 | 0.7/3                  | 2.36          | 0.5             | 1.53             | 1.2              | 3.89            |
| 92     | 4    | 廢墟（Ruin）       | 2019年1月24日 | 0.6/3                  | 2.35          | 0.6             | 1.62             | 1.2              | 3.97            |
| 93     | 5    | 煉獄（Pena Dura）       | 2019年1月31日 | 0.7/3                  | 2.34          | 0.5             | 1.44             | 1.2              | 3.78            |
| 94     | 6    | 縫十三針（13 Stitches）   | 2019年2月14日 | 0.6/3                  | 2.28          | 0.5             | 1.47             | 1.1              | 3.75            |
| 95     | 7    | 艾斯化工廠（Ace Chemicals） | 2019年2月21日 | 0.6/3                  | 2.13          | 0.4             | 1.33             | 1.0              | 3.46            |
| 96     | 8    | 司空見慣（Nothing's Shocking）   | 2019年2月28日 | 0.6/3                  | 2.22          | 0.5             | 1.42             | 1.1              | 3.64            |
| 97     | 9    | 高登的審判（The Trial of James Gordon） | 2019年3月7日  | 0.6/3                  | 2.04          | 0.4             | 1.30             | 1.0              | 3.34            |
| 98     | 10   | 班恩在此（I Am Bane）   | 2019年3月21日 | 0.6/3                  | 2.17          | 0.4             | 1.32             | 1.0              | 3.49            |
| 99     | 11   | 出奇制勝（They Did What?）   | 2019年4月18日 | 0.6/3                  | 2.02          | 0.4             | 1.21             | 1.0              | 3.23            |
| 100    | 12   | 傳奇起始（The Beginning...）   | 2019年4月25日 | 0.5/2                  | 2.19          | 0.4             | 1.28             | 0.9              | 3.46            |

## 外部連結
- 官方网站（英文）
- 《高譚》各集列表 来自互联网电影数据库（英文）